# International Statistical Institute
Das International Statistical Institute (Abkürzung: ISI) ist eine Vereinigung von Statistikern und der Herausgeber diverser Bücher und Fachzeitschriften. Außerdem ist das Institut Veranstalter des World Statistics Congress. Das Büro befindet sich im Gebäude von Statistics Netherlands (CBS) im Stadtbezirk Leidschenveen-Ypenburg des niederländischen Den Haag.

## Unterorganisationen
Das ISI hat als Dachverband sieben Unterorganisationen:
| Abkürzung | Name                                                          | seit |
| --------- | ------------------------------------------------------------- | ---- |
| BS        | Bernoulli Society for Mathematical Statistics and Probability | 1975 |
| IAOS      | International Association for Official Statistics             | 1985 |
| IASC      | International Association for Statistical Computing           | 1977 |
| IASE      | International Association for Statistical Education           | 1991 |
| IASS      | International Association of Survey Statisticians             | 1973 |
| ISBIS     | International Society for Business and Industrial Statistics  | 2005 |
| TIES      | The International Environmetrics Society                      | 2008 |

## Geschichte
Das Institut wurde 1885 von 81 prominenten Statistikern aus Regierungen und Hochschulen in London gegründet.
Stand Juli 2017 hat die ISI über 2.400 Einzelmitglieder, einschließlich der Organisationsmitgliedschaften zählt sie über 4.500 Mitglieder aus über 100 Ländern.

## World Statistics Congress
Der World Statistics Congress (WSC) ist eine von der ISI veranstaltete internationale Konferenz, die seit 1887 alle zwei Jahre an weltweit wechselnden Orten stattfindet.
2013 hatte der Kongress etwa 2.500 Teilnehmer, davon etwa 670 Studenten. Es fanden über 240 wissenschaftliche Sitzungen statt, auf denen gut 1.400 Paper präsentiert wurden.
Aktuelle Veranstaltungsorte ab 2000:
- 2001: 53rd ISI WSC, Seoul, Südkorea
- 2003: 54th ISI WSC, Berlin, Deutschland
- 2005: 55th ISI WSC, Sydney, Australien
- 2007: 56th ISI WSC, Lissabon, Portugal
- 2009: 57th ISI WSC, Durban, Südafrika
- 2011: 58th ISI WSC, Dublin, Irland
- 2013: 59th ISI WSC, Hongkong, Volksrepublik China
- 2015: 60th ISI WSC, Rio de Janeiro, Brasilien
- 2017: 61st ISI WSC, Marrakesch, Marokko
- 2019: 62nd ISI WSC, Kuala Lumpur, Malaysia

## Fachzeitschriften
Das Institut gibt zudem mehrere Fachzeitschriften heraus:
- Bernoulli – Official Journal of the Bernoulli Society for Mathematical Statistics and Probability
- Computational Statistics & Data Analysis
- International Statistical Review mit den Short Books Reviews
- ISI Newsletter
- Stat
- Statistical Education Research Journal
- Statistical Theory and Method Abstracts – Zentralblatt
- Stochastic Processes and their Applications
- The Survey Statistician, Hrsg.: IASS

## Bekannte Mitglieder
- Hermann Losch (1863–1935), deutscher Geistlicher, Hochschullehrer, Nationalökonom, Sachbuchautor und Statistiker
- Robert Meyer (1855–1914), österreichischer Jurist und Politiker
- Jelena Sarowa (* 1959), russische Statistikerin und Hochschullehrerin